# Emilie Orring
Emilie Jeanette Orring, född 23 januari 1985, är en svensk moderat politiker. 
Orring var regionstyrelsens ordförande i Region Uppsala mellan januari 2020 och februari 2024. Hon var den första kvinnan på posten. Efter att ett nytt styre utan Moderaterna bildats är Orring sedan februari 2024 andre vice ordförande i regionstyrelsen och oppositionsråd.

## Utbildning och yrkeskarriär
Orring har studerat vid Uppsala universitet och Lunds universitet. Hon har en politices kandidatexamen och en ekonomiekandidat i handelsrätt (dubbelkandidat). Efter studierna blev hon politisk sekreterare för Moderaterna i Uppsala kommun. Åren 2014–2017 arbetade Orring på Migrationsverket. Utöver att vara regionstyrelsens ordförande är Orring även ordförande i samverkansnämnden för Sjukvårdsregion Mellansverige samt ledamot i nämnden för högspecialiserad vård inom Socialstyrelsen. Orring är också ersättare i styrelsen för Sveriges Kommuner och Regioner. och ledamot av Vårdansvarskommittén